# پل بلموندو

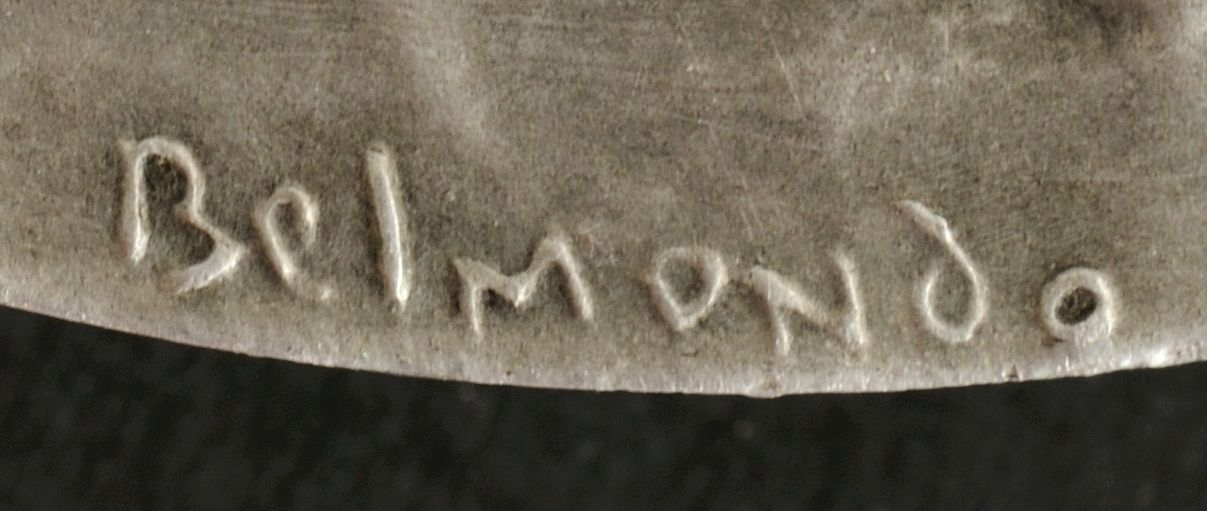
امضای بلموندو روی آلومینیوم (۱۹۵۵).

پل بلموندو (فرانسوی: Paul Belmondo‎؛ زاده ۸ اوت ۱۸۹۸ در الجزیره، بخش فرانسویِ الجزایر – درگذشته ۱ ژانویه ۱۹۸۲ در پاریس، فرانسه)، مجسمه‌ساز فرانسوی بود. او پدر ژان پل بلموندو، بازیگر سینماست.

## زندگی
بلموندو در خانوادهٔ فقیر ایتالیایی تباری در الجزیره به دنیا آمد. او در دانشگاه هنرهای زیبای الجزیره در رشتهٔ معماری شروع به تحصیل کرد اما در تحصیلاتش با شروع جنگ جهانی اول وقفه افتاد. او بعدتر با کمک مالی دولت الجزایر توانست تحصیلاتش را در پاریس ادامه دهد.
او در اول ژانویه ۱۹۸۲ درگذشت و مقبره وی در گورستان مون‌پارناس، پاریس است.

## جایزه‌ها
- جایزهٔ بزرگ رُم و جایزهٔ بلومنتال (۱۹۲۶)
- جایزهٔ بزرگ هنری الجزایر (۱۹۳۲)
- جایزهٔ بزرگ شهر پاریس (۱۹۳۶)